# Pauline de Bassano
Pauline Marie Ghislaine de Bassano, nacida van der Linden d'Hooghvorst (23 de septiembre de 1814-9 de diciembre de 1867), fue una cortesana francesa. Sirvió como dama de honor de la emperatriz Eugenia de Montijo desde 1853 hasta 1867.

## Biografía
Hija del político belga Emmanuel van der Linden d'Hoogvorst, contrajo matrimonio en 1843 con el diplomático francés Napoléon Hugues Charles Marie Ghislain Maret de Bassano, III duque de Bassano. Su suegra, Marie Madeleine Lejéas-Carpentier, había sido dama del palacio de la emperatriz Josefina y la emperatriz María Luisa.
En 1853, su esposo fue nombrado chambelán del emperador Napoleón III, mientras que Pauline obtuvo el puesto de dama de honor de la emperatriz Eugenia, cuya corte acababa de ser formada, consistiendo sus damas de compañía en una Grand-Maitresse (encargada del guardarropa), una dama de honor y seis (posteriormente doce) damas del palacio, la mayoría de las cuales fueron elegidas de entre los conocidos de la emperatriz antes de su matrimonio. Mientras que el rango más elevado era el de Grand-Maitresse, puesto que fue otorgado a Anne Debelle, princesa de Essling, la segunda cortesana más importante, la duquesa de Bassano, era, según informes, quien realizaba la mayor parte del trabajo.
Entre sus funciones, a Pauline le correspondía atender las solicitudes de aquellas mujeres que deseaban ser presentadas en la corte, instruirlas en etiqueta, aprobarlas y, finalmente, presentarlas, siendo ésta una parte importante del protocolo imperial. Supervisaba, además, al resto de cortesanas. Junto con la princesa de Essling, de Bassano ostentaba una posición destacada debido a que tenía el deber de acompañar a la emperatriz a todos los grandes eventos públicos que requerían su presencia. Al ser una figura pública, Pauline figura en varias memorias contemporáneas, siendo descrita como una mujer atractiva, estable, imponente y algo arrogante. La duquesa sirvió como dama de honor hasta su muerte en 1867, siendo reemplazada por Marie-Anne Walewska.